# 最佳演員獎 (傳藝金曲獎)
傳藝金曲獎最佳演員獎是由國立傳統藝術中心在臺灣舉辦的現行頒發獎項。

## 歷屆得獎暨入圍名單
|  | 獲獎者 |

### 年度最佳演員獎（第27屆～第29屆）
| 年份 （屆次）   | 入圍作品                                                         |
| --------------- | ---------------------------------------------------------------- |
| 2016 （第27屆） | 小咪（陳鳳桂） 《春櫻小姑-回憶的迷宮》                           |
| 2016 （第27屆） | 許秀年／《文成公主》                                             |
| 2016 （第27屆） | 唐美雲／《春櫻小姑-回憶的迷宮》                                  |
| 2016 （第27屆） | 郭春美／《青春美夢》                                             |
| 2016 （第27屆） | 蕭揚玲／《一樹紅梅》                                             |
| 2016 （第27屆） | 江彥瑮／《金孫緣》                                               |
| 2017 （第28屆） | 張孟逸 《王魁負桂英》                                            |
| 2017 （第28屆） | 唐美雲／《冥河幻想曲》                                           |
| 2017 （第28屆） | 唐美雲／《風從何處來》                                           |
| 2017 （第28屆） | 郭春美／《彼時我在等你》                                         |
| 2017 （第28屆） | 唐慶華／《關公在劇場》                                           |
| 2018 （第29屆） | 唐美雲 《佘太君掛帥》                                            |
| 2018 （第29屆） | 黃玉琳(黃宇琳)／《栢優群伶之楊瑞宇演活扈三娘、黃宇琳做癡夢一場》 |
| 2018 （第29屆） | 莊金梅／《蘇乞兒》                                               |
| 2018 （第29屆） | 陳芝后／《客家大戲—駝背漢與花姑娘》                              |
| 2018 （第29屆） | 郭春美／《放逐的愛》                                             |

### 最佳演員獎（第30屆～至今）
| 年份 （屆次）                    | 入圍作品                                     |
| -------------------------------- | -------------------------------------------- |
| 2019 （第30屆）                  | 古翊汎 《夢斷黑水溝》                        |
| 2019 （第30屆）                  | 唐美雲／《夜未央》                           |
| 2019 （第30屆）                  | 戴立吾／《風起雲揚—新趙雲》                  |
| 2019 （第30屆）                  | 李京曄／《夢斷情河》                         |
| 2019 （第30屆）                  | 郭春美／《聶采霞的心》                       |
| 2020 （第31屆）                  | 朱安麗（朱勝麗） 《費特兒》                  |
| 2020 （第31屆）                  | 朱安麗（朱勝麗）／《女子安麗》               |
| 2020 （第31屆）                  | 唐美雲／《月夜情愁》                         |
| 2020 （第31屆）                  | 張秀琴／《安平追想曲》                       |
| 2020 （第31屆）                  | 張孟逸／《三進士》                           |
| 2020 （第31屆）                  | 黃玉琳（黃宇琳）／《千年》                   |
| 2021 （第32屆）                  | 郭春美 《雨中戲臺》                          |
| 2021 （第32屆）                  | 吳興國／《李爾在此》                         |
| 2021 （第32屆）                  | 李家德／《呂布試馬》                         |
| 2021 （第32屆）                  | 唐美雲／《光華之君》                         |
| 2021 （第32屆）                  | 張孟逸／《昭君．丹青怨》                     |
| 2022 （第33屆）                  | 小咪 陳芝后 《2021天鵝宴》 《花囤女》        |
| 2022 （第33屆）                  | 李家德／《伐子都》                           |
| 2022 （第33屆）                  | 唐美雲／《2021天鵝宴》                       |
| 2022 （第33屆）                  | 張德天／《左伯桃》                           |
| 2023 （第34屆）                  | 唐文華 唐美雲 《群借華》 《冥遊記─帝王之宴》 |
| 2023 （第34屆）                  | 石惠君／《聽琴圖》                           |
| 2023 （第34屆）                  | 朱陸豪／《問樵鬧府．打棍出箱》               |
| 2023 （第34屆）                  | 米雪／《油罈記》                             |
| 2023 （第34屆）                  | 陳昭香／《無題島：孽種與魔法師》             |
| 2024 （第35屆）                  | 陳清河 《活捉》                              |
| 2024 （第35屆）                  | 古翊汎／《國姓之鬼》                         |
| 2024 （第35屆）                  | 李靜芳／《六郎告御狀》                       |
| 2024 （第35屆）                  | 唐美雲／《臥龍：永遠的彼日》                 |
| 2024 （第35屆）                  | 米雪／《鳳凰變》                             |
| 2024 （第35屆）                  | 黃宇琳／《活捉》                             |
| 2025 （第36屆）                  |                                              |
| 張孟逸／《三藏出世》             |                                              |
| 張孟逸／《兩生花劫》             |                                              |
| 唐美雲／《孟婆客棧：冥星雙飛俠》 |                                              |
| 凌嘉臨／《青姬》                 |                                              |
| 溫宇航／《長生殿》               |                                              |

## 外部連結
- 國立傳統藝術中心 （页面存档备份，存于）
- 第35屆傳藝金曲獎 （页面存档备份，存于）
- 傳藝金曲獎的Facebook專頁